# The Heart of Everything
Albums de Within Temptation
The Silent Force
(2004) The Unforgiving
(2011)
The Heart of Everything est le quatrième album studio du groupe néerlandais de metal symphonique Within Temptation, sorti le 9 mars 2007. What Have You Done, en duo avec le chanteur Keith Caputo (du groupe de hard rock américain Life of Agony), le premier single de cet album, est sorti le 13 janvier 2007. 
Dans la version américaine de l'album, la chanson Sounds of Freedom apparaît.  

## Track listing
1. The Howling - 5:34
2. What Have You Done (feat. Keith Caputo) - 5:14
3. Frozen - 4:30
4. Our Solemn Hour - 4:16
5. The Heart Of Everything - 5:36
6. Hand Of Sorrow - 5:36
7. The Cross - 4:50
8. Final Destination - 4:44
9. All I Need - 4:52
10. The Truth Beneath the Rose - 7:05
11. Forgiven - 4:53
12. What Have You Done (feat. Keith Caputo - Rock Mix) - 3:55

## Certifications
| Pays              | Certification |
| ----------------- | ------------- |
| Allemagne (BVMI)  | Or            |
| Belgique (BEA)    | Or            |
| Pays-Bas (NVPI)   | Or            |
| Royaume-Uni (BPI) | Argent        |